# Michelle Buckinghamová
Michelle Buckinghamová (* 1. září 1968 Los Angeles) je bývalá kanadská zápasnice – judistka.

## Sportovní kariéra
Vrcholově se připravovala v Montréalu pod vedením reprezentačního trenéra Hiroši Nakamury. V kanadské ženské reprezentaci se pohybovala od konce osmdesátých let dvacátého století v polostřední váze do 61 kg. V roce 1992 a 1996 byla na olympijských hrách vyřazena v první fázi turnaje pokaždé Kubánkou Ileanou Beltránou. V přípravě na sezonu 1998 si přetrhala vazi v koleni a podstoupila plastiku vazu. Na tatami se vrátila v roce 1999 v nižší lehké váze do 57 kg a v roce 2000 uspěla v kanadské olympijské nominaci na olympijské hry v Sydney na úkor Brigitte Lastradeové. Při své třetí účasti na olympijských hrách opět nepostoupila přes úvodní kolo, nestačila na Brazilku Tânia Ferreiraovou. V roce 2004 se na své čtvrté olympijské hry v Athénách nekvalifikovala. Sportovní kariéru ukončila v roce 2006 v 38 letech.

## Výsledky
| Turnaj                  | 1990 | 1991 | 1992             | 1993             | 1994             | 1995             | 1996             | 1997             | 1998             | 1999       | 2000       | 2001       | 2002       | 2003       | 2004       | 2005       | 2006       |
| Turnaj                  | 22   | 23   | 24               | 25               | 26               | 27               | 28               | 29               | 30               | 31         | 32         | 33         | 34         | 35         | 36         | 37         | 38         |
| Turnaj                  | -52  |      | polostřední váha | polostřední váha | polostřední váha | polostřední váha | polostřední váha | polostřední váha | polostřední váha | lehká váha | lehká váha | lehká váha | lehká váha | lehká váha | lehká váha | lehká váha | lehká váha |
| ----------------------- | ---- | ---- | ---------------- | ---------------- | ---------------- | ---------------- | ---------------- | ---------------- | ---------------- | ---------- | ---------- | ---------- | ---------- | ---------- | ---------- | ---------- | ---------- |
| Olympijské hry          |      |      | úč.              |                  |                  |                  | úč.              |                  |                  |            | úč.        |            |            |            | —          |            |            |
| Mistrovství světa       |      | —    |                  | úč.              |                  | 7.               |                  | 5.               |                  | —          |            | úč.        |            | úč.        |            | úč.        |            |
| Panamerické hry         |      | ?    |                  |                  |                  | 2.               |                  |                  |                  | —          |            |            |            | 5.         |            |            |            |
| Panamerické mistrovství | 2.   |      | —                |                  | 2.               |                  | —                | 1.               | —                | —          | 1.         | 3.         | 3.         | 2.         | úč.        | 3.         | 7.         |